# Автомобильный генератор
Автомоби́льный генера́тор — устройство, обеспечивающее преобразование механической энергии вращения коленчатого вала двигателя автомобиля в электрическую.
Автомобильный генератор используется для питания электропотребителей, таких как система зажигания, ЭБУ, автомобильная светотехника, бортовой компьютер, вентиляторы системы охлаждения и отопителя, система кондиционирования воздуха, система диагностики и другие, а также для заряда автомобильного аккумулятора. К автомобильным генераторам предъявляют высокие требования по надёжности, так как генератор обеспечивает бесперебойную работу большинства компонентов современного автомобиля. Типовая мощность современного генератора в легковом автомобиле около 1кВт.

## Устройство и общий принцип работы
На первых автомобилях применяли коллекторные генераторы постоянного тока, коллекторный узел которых требовал постоянного контроля и частого обслуживания и, вдобавок, серьёзно ограничивал ток нагрузки. Появление мощных диодных выпрямителей, вначале селеновых, а позднее кремниевых, позволило использовать на автомобиле синхронный генератор переменного тока, несравнимо более надёжный и примерно втрое менее тяжёлый/материалоёмкий при той же мощности и более стабильном выходном токе.
В современных автомобилях применяются синхронные трёхфазные электрические машины переменного тока, а в выпрямителе применяют трёхфазный выпрямитель по схеме Ларионова.
Чтобы генератор после пуска двигателя отдавал ток в нагрузку, необходимо обеспечить питание обмотке возбуждения. Это происходит при повороте ключа замка зажигания в рабочее положение. Ток в обмотке возбуждения управляется стабилизатором напряжения, который может быть выполнен в виде отдельного узла или встроен в щёточный узел генератора. В подавляющем большинстве современных генераторов стабилизатор напряжения (СН) питается от отдельной секции выпрямителя. Ротор генератора приводится от коленвала через шкив от клинового ремня. Создаваемое обмоткой возбуждения электромагнитное поле индуцирует электрический ток в фазовых обмотках статора.
Из-за нестабильности частоты вращения двигателя и частых скачкообразных изменений нагрузки необходима стабилизация выходного напряжения генератора, её обеспечивает стабилизатор  напряжения путём изменения тока возбуждения генератора.
Напряжение бортовой сети при работающем генераторе и исправном регуляторе напряжения поддерживается на уровне 13,9 — 14,5 В. Это напряжение необходимо для обеспечения прохождения тока заряда через аккумуляторную батарею, при этом необходимо обеспечить некоторое превышение совместного электрохимического потенциала всех пластин всех банок, иначе автомобильный аккумулятор не будет заряжаться.
На автомобилях и автобусах с мощными дизельными двигателями используются мощные автомобильные стартеры. Для обеспечения мощности без повышения потребляемого тока используется повышенное напряжение бортовой сети — 24 Вольта. Устанавливаются соответственно 24-вольтовые (номинально 28,4 Вольта) генераторы.
На старых автомобилях и мотоциклах напряжение в бортовой сети составляло 6 Вольт, генераторы тоже были 6-вольтовые, как правило, трёхщеточные постоянного тока с реле обратного тока (ГАЗ-67Б, Москвич-400, ЗИС-110).

## Генераторы постоянного тока
На автомобилях выпуска до 1960-х годов (например ГАЗ-51, ГАЗ-69, ГАЗ-М-20 «Победа» и многих других) устанавливались генераторы постоянного тока.
На полюсах генератора (находятся на статоре), выполненных из электротехнической стали, находится обмотка возбуждения. На якоре генератора — силовая обмотка, с которой электрический ток снимается посредством коллектора с щётками. Обмотка возбуждения и обмотка якоря соединены параллельно, в цепь обмотки возбуждения включен реле-регулятор.
Реле-регулятор состоит из трёх электромагнитных реле:
1. Ключевой стабилизатор напряжения (на электрических схемах сокращённо обозначается СН) уменьшает магнитный поток в обмотке возбуждения (на статоре); обмотка реле включена последовательно с обмоткой возбуждения. При повышении напряжения на генераторе выше расчётного предела (например более 14,5 вольт) электромагнитное реле срабатывает и последовательно обмотке возбуждения включается дополнительное сопротивление, ограничивающее ток возбуждения, уменьшается магнитный поток, и, следовательно, напряжение на генераторе уменьшится. При уменьшении напряжения ниже расчётного электромагнитное реле шунтирует дополнительное сопротивление, ток в обмотке возбуждения возрастает, возрастает магнитный поток и напряжение на генераторе повышается. Поскольку процесс протекает с большой частотой, напряжение в бортовой сети автомобиля остаётся почти постоянным.

В автомобильных ключевых стабилизаторах напряжения генераторов постоянного тока реле является прецизионным триггером Шмитта, контакты реле, шунтирующие дополнительное последовательное сопротивление в обмотке возбуждения генератора - ключевым исполнительным элементом, а генератор - объектом управления.

Ключевой стабилизатор напряжения с триггером Шмитта прост по конструкции. Частота замыкания/размыкания ключа в нём определяется суммой постоянных времени заряда и разряда накопителя объекта управления (аккумулятора и других потребителей электроэнергии) и разницей между максимально допустимым и минимально допустимым напряжениями. Чем больше диапазон допустимых напряжений, тем меньше частота замыкания/размыкания ключа. При постоянной нагрузке частота замыкания/размыкания постоянна. Значительно меньшая частота замыкания/размыкания ключа в ключевых стабилизаторах напряжения на триггере Шмитта, по сравнению с другими схемами стабилизаторов, позволяет применять более низкочастотные ключи, которые дешевле высокочастотных и более широко распространены. Именно применение схемы ключевого стабилизатора напряжения с триггером Шмитта позволило применить в автомобильных регуляторах напряжения такие низкочастотные ключевые переключающие элементы, как реле.

2. Ограничитель тока (сокращённо ОТ) — электромагнитное реле, не позволяющее току генератора превышать расчётную величину. Обмотка ограничителя тока включена последовательно между генератором и потребителями. При достижении током расчётной силы, а значит и в обмотке ограничителя тока реле срабатывает и в цепь обмотки возбуждения включается дополнительное сопротивление, уменьшается ток возбуждения, уменьшается напряжение на генераторе, а следовательно, уменьшается ток, отдаваемый генератором. При отключении потребителей ограничитель тока поддерживает постоянную величину зарядного тока аккумуляторной батареи. При включении потребителей электроэнергии зарядный ток будет уменьшаться в зависимости от сопротивления нагрузки. При этом, если ток внешней цепи превышает максимально допускаемый ограничителем тока, то, кроме тока генератора, во внешнюю цепь пойдёт ток из аккумуляторной батареи, то есть батарея будет разряжаться.
Ограничитель тока и регулятор напряжения работают не одновременно. Пока ток, отдаваемый генератором не достигнет допускаемой максимальной величины, работает только регулятор напряжения. Когда ток генератора достигнет предельной величины, ограничитель тока включает дополнительное сопротивление, а регулятор напряжения перестаёт работать.
3. Реле обратного тока (сокращённо РОТ). При длительном прохождении тока из батареи через генератор могут перегреться обмотки, кроме того, бесполезно разряжается аккумулятор. Назначение реле обратного тока — автоматически отключать генератор от внешней цепи, когда его напряжение станет меньше напряжения батареи и включать генератор, как только напряжение генератора превысит расчётную величину.
Если на панели приборов установлена контрольная лампа работы генератора (зажигается при низком напряжении генератора, когда расходуется энергия аккумулятора) — устанавливается четвёртое реле (обычно выполняется в отдельном корпусе) — реле включения контрольной лампы.
В СССР серийно выпускались только вибрационные реле-регуляторы (с электромагнитными реле), в 1970-е — 1980-е годы отмечено появление радиолюбительских конструкций на полупроводниковых приборах (публиковались в журналах «Радио», «За рулём», «В помощь радиолюбителю».

## Генераторы переменного тока
Первая конструкция генераторов переменного тока была представлена фирмой «Невиль», США в 1946 году. Она состояла практически из всех элементов характерных для генераторов постоянного тока: генератор переменного тока с обмоткой возбуждения (отдельно), блок селеновых выпрямителей (отдельно) и ключевой стабилизатор напряжения (СН), реле обратного тока (РОТ), ограничитель тока (ОТ) — три изделия в одном корпусе отдельно. Основное назначение изделия мощностью 4 кВт — специальные военные автомобили и автобусы. По массо-габаритным характеристикам данная разработка была в 2,5 раза меньше аналога на постоянном токе.
В СССР, примерно в 1954 году, была представлена первая конструкция генератора переменного тока только со СН и выпрямительным блоком на селеновых выпрямительных диодах. Основной разработчик МЭИ, коллектив которого ранее опубликовал статью по синхронным генераторам с селеновыми выпрямителями. В 1955 году была выпущена первая партия для автомобилей ГАЗ в количестве 2000 шт. Разработка, оптимизация серийной конструкции и организация производства были осуществлены под руководством НИИ Автоприборов (сейчас НИИАЭ) и завода КЗАТЭ г. Самара. Одними из ведущих разработчиков  были Ю. А. Купеев (НИИ Автоприборов) и В. И. Василевский (КЗАТЭ г. Самара), благодаря которым в СССР и на Европейском континенте появилась первая серийная конструкция генераторов переменного тока.
В 1960 году фирма «Крайслер» представила первую в мире конструкцию с кремниевыми выпрямителями и улучшенной технологией изготовления. В остальном она повторяла разработку авторов из СССР. Тогда же в США начался массовый переход на генераторы переменного тока, который впоследствии произошёл и в СССР только в 1967 году.
Первый конкурентоспособным с изделиями фирмы «Крайслер» серийным генератором в СССР стал Г250.
На современных автомобилях применяются синхронные трёхфазные генераторы переменного тока со встроенным полупроводниковым трёхфазным выпрямителем.
Ротор автомобильного генератора переменного тока имеет обмотку возбуждения (у генератора постоянного тока обмотка возбуждения находится на сердечниках полюсов), ток подводится через щётки и контактные кольца. Статор имеет три обмотки, соединённые «звездой». Снимаемый со статора ток выпрямляется шестью полупроводниковыми диодами (встроены в выпрямительный щит) и становится постоянным пульсирующим. Далее выпрямленный ток поступает в бортовую электросеть автомобиля.

Ключевой стабилизатор напряжения регулирует ток обмотки возбуждения по принципу отрицательной обратной связи таким образом, чтобы выходное напряжение генератора было как можно более стабильным. Ключевой стабилизатор напряжения на триггере Шмитта позволяет применять более низкочастотные ключевые регулирующие элементы, которые дешевле и более широко распространены, чем высокочастотные ключевые регулирующие элементы, вплоть до таких низкочастотных ключевых регулирующих элементов, как реле.

Ключевые стабилизаторы напряжения генераторов переменного тока могут быть вибрационные (только электромагнитные реле), контактно-транзисторные (электромагнитные реле, управляемые транзисторной схемой) или бесконтактные (электромагнитное реле отсутствует, ток регулирует электронный ключ на транзисторах). Конструктивное исполнение — выполненные в отдельном корпусе или встроенные в генератор.
Например, на автомобиле ГАЗ-53 применялся контактно-транзисторный стабилизатор напряжения РР-362 (генератор Г-250), на ВАЗ-2101 — вибрационный стабилизатор напряжения РР-380 (генератор Г-221), а на автомобиле Москвич-2140 — контактно-транзисторный стабилизатор напряжения РР-362А. На более поздних выпусках автомобилей ВАЗа и Москвиче-2140 использовался импульсный стабилизатор напряжения Я-112.
Ограничитель тока не используется, так как генераторы переменного тока обладают свойством самоограничения по току благодаря противоиндукции ротора фазными обмотками при возрастании в них тока, реле обратного тока отсутствует как таковое, его функции выполняет выпрямитель; характерно использование реле включения контрольной лампы работы генератора, питаемое или от нулевой точки выпрямителя, или от двух фаз генератора. В отдельных случаях (Г-502 на ЗАЗ-968) функции такого реле исполняет реле блокировки стартера РБ-1, оно же разрывает цепь питания реле стартера после пуска двигателя.
Для работы в тяжёлых условиях (высокая запыленность, грязь) выпускаются бесщёточные генераторы переменного тока. Такие применяются на сельскохозяйственной и другой спецтехнике. При одинаковых размерах и массе, мощность безщёточных генераторов переменного тока меньше, чем у генераторов с контактными кольцами. 
Применение генераторов переменного тока позволяет уменьшить габаритные размеры, вес генератора, повысить его надёжность, сохранив или даже увеличив его мощность по сравнению с генераторами постоянного тока.
Например, генератор постоянного тока Г-12 (автомобиль ГАЗ-69) весит 11 кг, номинальный ток 20 ампер, а генератор переменного тока Г-250П2 (автомобиль УАЗ-469) при массе 5,2 кг выдаёт номинальный ток 28 ампер.

## Генераторы на мото- и сельскохозяйственной технике
На тракторах и иной сельскохозяйственной технике, не имеющей аккумуляторных батарей, устанавливаются генераторы с возбуждением от постоянных магнитов. Так, на тракторе СХТЗ 15/30 (выпускался в 1930-е годы) устанавливался генератор постоянного тока (двигатель запускался вручную, рукояткой); на тракторе ДТ-75 — генератор переменного тока (двигатель запускался бензиновым «пускачом»). Регуляторы напряжения также устанавливались, иначе без них при высоких оборотах двигателя перегорали бы лампы накаливания.
На мототехнике с батарейной системой зажигания устройство и принцип действия генераторов не отличается от автомобильных. На старых мотоциклах стояли 6-вольтовые генераторы постоянного тока, на новых — 12-вольтовые генераторы переменного тока.
На мототехнике, не имеющей аккумуляторных батарей (например, мотоциклы «Минск», «Восход»), устанавливаются генераторы переменного тока с возбуждением от постоянных магнитов.
На мотоциклах с продольным расположением двигателя (мотоциклы «Урал», «Днепр» и др.) генератор находится снаружи на картере, вращение от коленвала через шестерёнчатую или ременную передачу.
На мотоциклах с поперечным расположением двигателя (например, мотоциклы «ИЖ») ротор генератора насажен на передний конец коленчатого вала (правый по ходу движения), генератор находится в совмещённом картере двигателя и коробки передач, закрыт крышкой. Обычно с деталями генератора объединены детали системы зажигания (контакты прерывателя или датчик момента искрообразования бесконтактной электронной системы зажигания)

## «Прикуривание»
При «прикуривании» автомобильный генератор автомобиля-донора (особенно регулятор напряжения) может выйти из строя. Дело в том, что ток, потребляемый электрическим стартером намного больше, чем максимальный ток, на который рассчитан генератор.
Например, стартер СТ-221 (ВАЗ-2101) имеет мощность 1,77 л. с., сила тока холостого хода 35 Ампер, в режиме полного торможения 500 А. Генератор Г-221 этого же автомобиля рассчитан на максимальный ток 42 А.
Для безопасного «прикуривания» рекомендуется на автомобиле-доноре отсоединять минусовую клемму аккумуляторной батареи и/или останавливать двигатель внутреннего сгорания.